# Поромна переправа «Європа — Близький Схід»
Поромна переправа «Євро́па — Близьки́й Схід» — залізнична поромна переправа від Пірея (Греція) до Латакії (Сирія) через Середземне море. Відстань 1,7 тисячі км. Експлуатується з 1982 року.